# هنري كلاي فولجر
هنري كلاي فولجر، الابن (بالإنجليزية: Henry Clay Folger)‏ (18 يونيو 1857 - 11 يونيو 1930) كان رئيس شركة التي ستصبح لاحقا ستاندرد أويل أوف نيويورك، أحد هواة جمع أعمال شكسبير، ومؤسس مكتبة فولجر شكسبير.

## روابط خارجية
- هنري كلاي فولجر على موقع الموسوعة البريطانية (الإنجليزية)